# Flugunfall der Lissunow PS-84 CCCP-L3467 der Aeroflot
Der Flugunfall der Lissunow PS-84 CCCP-L3467 der Aeroflot  ereignete sich am 2. Juli 1941, als eine Lissunow Li-2 der Aeroflot bei Lipezk unter ungeklärten Umständen verunfallte. Von den vier Insassen überlebte lediglich der Flugkapitän.

## Maschine und Insassen
Das Flugzeug war eine 1941 gebaute Lissunow PS-84. Bei diesem Flugzeugtyp, der später die Bezeichnung Lissunow Li-2 trug, handelte es sich um einen sowjetischen Lizenznachbau der Douglas DC-3. Die Maschine wurde fabrikneu an die Aeroflot ausgeliefert, trug das Luftfahrzeugkennzeichen CCCP-L3467 und die Werknummer 8516. Sie wurde von zwei luftgekühlten 9-Zylinder-Sternmotoren vom Typ M-62IR angetrieben.
An Bord der Maschine befand sich lediglich eine vierköpfige Besatzung.

## Unfallhergang
Die Maschine startete vom Flughafen Moskau-Wnukowo zu einem Flug militärischer Natur. Unterwegs ging die Maschine verloren und kam nie an ihrem Zielort an.
Der Flugkapitän wurde am 10. Januar 1942 in einem Krankenhaus in Taschkent ermittelt. Er hatte Wunden und Verbrennungen erlitten und konnte keinerlei Angaben zum Verbleib der Maschine oder ihrer restlichen Insassen machen. Da er zuvor aus dem Krankenhaus in Lipezk nach Taschkent überstellt wurde, wurde vermutet, dass sich der Unfall bei Lipezk ereignet haben muss. Die Maschine wurde nie gefunden.